# Клифтон (Илиноис)
Клифтон (енгл. Clifton) град је у америчкој савезној држави Илиноис.

## Демографија
По попису из 2010. године број становника је 1.468, што је 151 (11,5%) становника више него 2000. године.
| Група             | 2000.         | 2010.         |
| Белци             | 1.300 (98,7%) | 1.415 (96,4%) |
| Афроамериканци    | 0 (0,0%)      | 4 (0,3%)      |
| Азијати           | 4 (0,3%)      | 6 (0,4%)      |
| Хиспаноамериканци | 7 (0,5%)      | 16 (1,1%)     |
| Укупно            | 1.317         | 1.468         |